# Stephanocircus domrowi
Stephanocircus domrowi är en loppart som beskrevs av Traub et Dunnet 1973. Stephanocircus domrowi ingår i släktet Stephanocircus och familjen Stephanocircidae. Inga underarter finns listade i Catalogue of Life.